# 銷自江
銷自江（1950年—），湖南涟源人，汉族，中华人民共和国政治人物、第十一届全国人民代表大会湖南地区代表。
毕业于湖南师范大学产业经济学专业，任湖南五江轻化集团有限公司董事长。2008年起担任全国人大代表。